# Laurent-Jules Marlet
Pour les articles homonymes, voir Marlet.
Laurent-Jules Marlet, né le 7 août 1815 à Moulins et mort le 21 décembre 1881 à Poitiers, est un peintre français.

## Biographie
Laurent-Jules Marlet est le fils d'Henry Marlet, peintre d'histoire, et de Claudine Pascal,. Son grand-père paternel, Jérôme Marlet (1731-1810), était sculpteur et conservateur du musée des Beaux-Arts de Dijon et son oncle Jean Henry Marlet, peintre également.
En 1846, il épouse Pauline Tanera.
Devenu veuf en 1867, il épouse en secondes noces Alix Élisabeth Thévin dit Boumard en 1869.
Élève de Charles Nicolas Lafond et de Guillaume Guillon Lethière, il expose au Salon de 1848 à 1868.
Il enseigne en tant que professeur de dessin aux lycées impériaux de Napoléon-Vendée (La Roche-sur-Yon aujourd'hui) et de Poitiers,.
Il meurt à son domicile à l'âge de 66 ans à Poitiers. Il est inhumé au cimetière de Chilvert de Poitiers.

## Œuvres exposées aux Salons
- 1848 : La lecture dangereuse
- 1848 : L'attaque
- 1848 : La lune de miel
- 1848 : Une discussion
- 1849 : L'innocence en danger
- 1850 : La première leçon de danse
- 1850 : L’ange consolateur, esquisse
- 1850 : Portrait de M. D.
- 1853 : L'enlèvement
- 1857 : Cavalier égaré
- 1859 : Titan et Tippler, étalons du dépôt impérial de Napoléon-Vendée
- 1861 : Scène de chevaux ; souvenir des marais de la Vendée
- 1863 : Stop, épagneul vendéen
- 1864 : Romains et Gaulois
- 1865 : Les apprêts de la promenade
- 1868 : Jésus-Christ apaisant la tempête (Évangile, selon saint Luc)
- 1868 : Le repos de l'artiste

## Œuvres dans les collections publiques

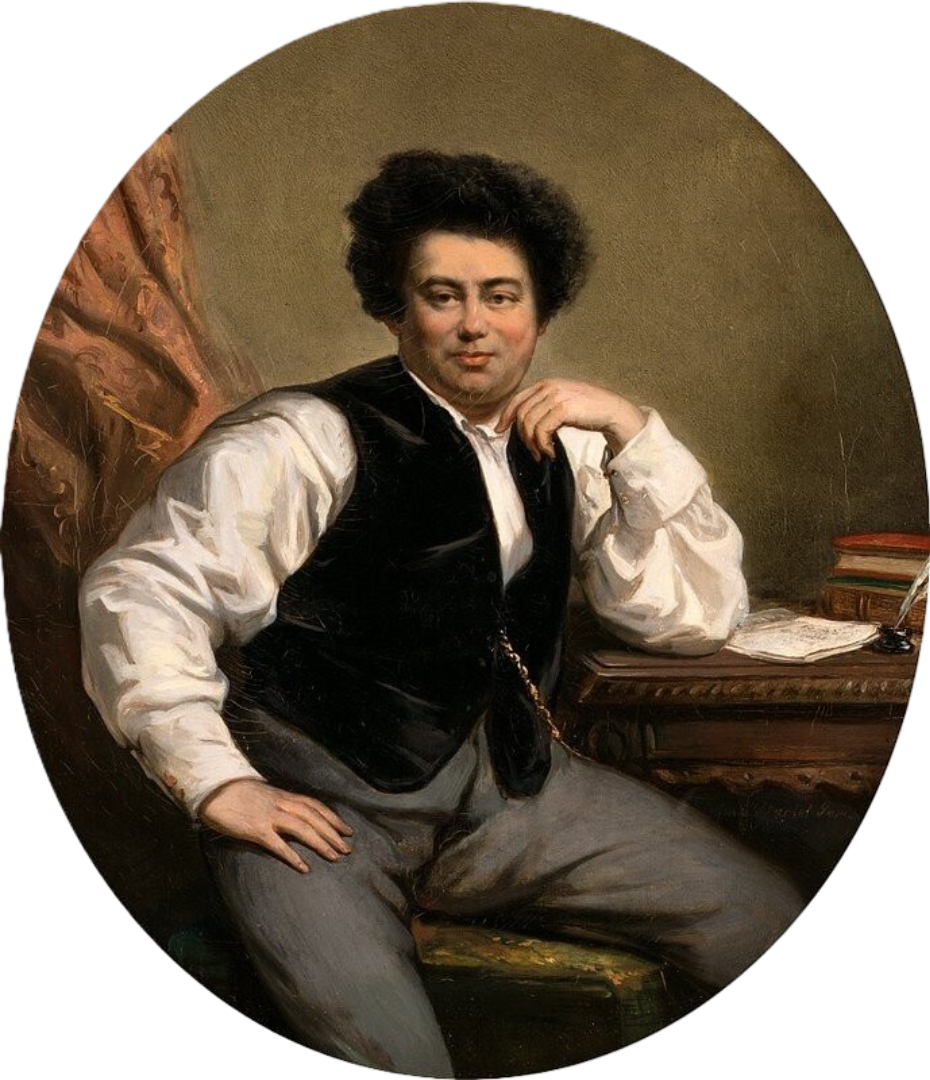
Alexandre Dumas à sa table de travail c. 1850. Musée Alexandre-Dumas, Villers-Cotterêts.

- Centre national des arts plastiques[9] : 
  - La Madone de la Justice, huile sur toile, copie d'après Bernardo Strozzi, s.d. ;
  - Raymond Diocrès répond après sa mort, huile sur toile d'après Eustache Le Sueur, 1849 - 1850 ;
  - Jésus guérissant un possedé, huile sur toile, copie d'après Henri-Joseph de Forestier, 1851 ;
  - Jésus sur le lac Tibériade, huile sur toile, 141 × 114 cm, 1867.
- Bagnères-de-Bigorre, Musée Salies[10],[11] :
  - Un Cavalier du XVIe siècle ;
  - Vue de Venise, le soir, par un temps d'orage.
- Caen, Musée des Beaux-Arts : Écurie (œuvre disparue)[12].
- La Ferté-Saint-Aubin, Église Saint-Aubin : Saint Aubin, huile sur toile d'après Joseph-Marie Vien, 195 × 160 cm, 1849[13],[14].
- Paris, Beaux-Arts : Cheval de roulage, dessin au crayon noir lavé d'aquarelle sur papier bleu, 22,1 × 26,9 cm, s.d.[15].
- Peipin, église paroissiale : Saint Charles Borromée, huile sur toile, 1861[16],[17].
- Poitiers, Musée Sainte-Croix :
  - Bataille d'Alésia ou Romains et gaulois ou Bataille de Gaulois et de Romains, huile sur toile, 37 × 100 cm, 1862[18],[8],[11] ;
  - Poitiers : chemin de la Cagoullière, dessin au crayon sur papier, 46 × 29,5 cm, octobre 1878[19].
- Roanne, Musée des Beaux-Arts et d'Archéologie Joseph-Déchelette : Le Porche de l'église des Bénédictins de Charlieu, dessin au crayon, 55 × 47 cm, 1840[20].
- Saint-Pol-de-Léon, Ancien évêché (hôtel de ville) : Jésus-Christ apaisant la tempête, huile sur toile, 115 × 190 cm, 1866[21].
- Villers-Cotterêts, Musée Alexandre-Dumas : Alexandre Dumas à sa table de travail ou Portrait de M. Dumas, huile sur toile, vers 1850[22].